# John George Herriot
John George Herriot (Winnipeg, 7 de março de 1916 – Stanford, Califórnia, 16 de março de 2003) foi um matemático estadunidense, professor da Universidade Stanford, que trabalhou com análise numérica.
Obteve um Ph.D. na Universidade Brown em 1941, orientado por Jacob Tamarkin e Clarence Raymond Adams. Foi professor de matemática e depois de ciência da computação na Universidade Stanford, de 1946 até aposentar-se em 1982. De 1953 a 1961 foi diretor do Stanford Computation Center.
Herriot was one of the founding members of the Computer Science department in 1966. Herriot's major interests was in numerical analysis with a specialty in algorithm development. He was the author of an elementary book on the subject. He also helped to recruit George Forsythe to the campus, and Forsythe provided the energy and foresight to make the Stanford Computer Science Department world renown.

## Publicações selecionadas
- Cesàro summability of ordinary double Dirichlet series. Bull. Amer. Math. Soc. 46 (1940) Part 1: 920–929.
- Nörlund summability of double Fourier series. Trans. Amer. Math. Soc. 52 (1942) 72–94.
- "Blockage Corrections for Three-Dimensional-Flow Closed-Throat Wind Tunnels, With Consideration of the Effect of Compressibility." (1947).
- com Stefan Bergman: «Numerical solution of boundary-value problems by the method of integral operators». Numerische Mathematik. 7 (1): 42–65. 1965. doi:10.1007/BF01397972
- Methods of mathematical analysis and computation. New York, Wiley (1963) xiii+198 p. diagrs., tables. 24 cm.
- com Christian H. Reinsch: «Algorithm 472: Procedures for natural spline interpolation [E1]». Communications of the ACM. 16 (12): 763–768. 1973. doi:10.1145/362552.362558